# St. Stephan (Haimpertshofen)

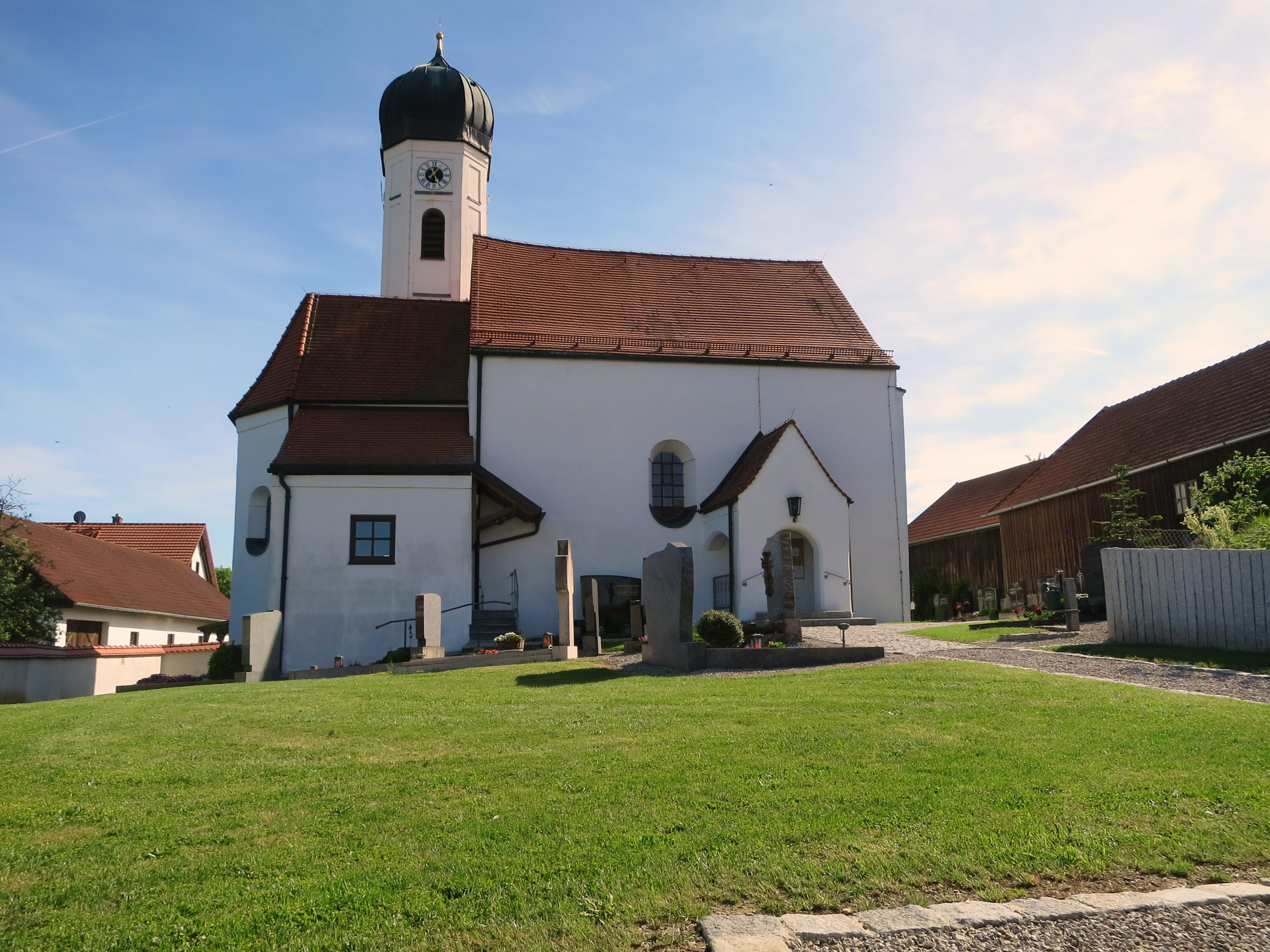
St. Stephan in Haimpertshofen

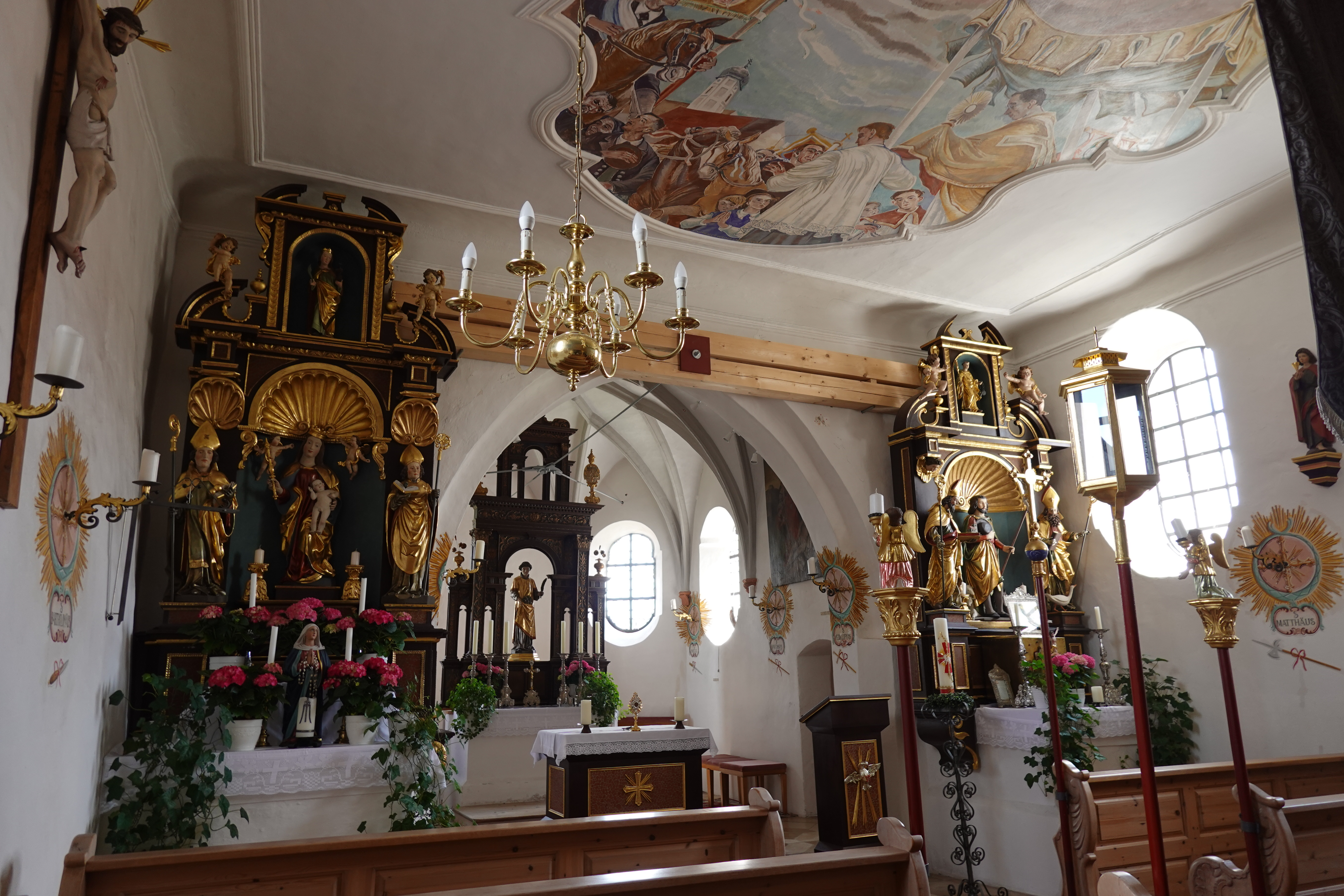
Innenraum

Die römisch-katholische Filialkirche St. Stephan steht in Haimpertshofen, einem Gemeindeteil der Kreisstadt Pfaffenhofen an der Ilm in Oberbayern. Das Bauwerk ist in der Liste der Baudenkmäler in Pfaffenhofen an der Ilm als Baudenkmal unter der Nr. D-1-86-143-94 eingetragen. Die Kirche gehört zum Dekanat Pfaffenhofen im Bistum Augsburg.

## Beschreibung
Die im Kern spätgotische Saalkirche vom Ende des 15. Jahrhunderts wurde im 18. Jahrhundert barock umgestaltet. Sie besteht aus dem Langhaus, dem eingezogenen Chor mit Fünfachtelschluss im Osten, einem Vorzeichen mit dem Portal an der Nordwand des Langhauses, der Sakristei an der Nordwand und dem Chorflankenturm auf quadratischem Grundriss an der Südwand des Chors. Die achteckigen Obergeschosse des mit einer Zwiebelhaube bedeckten Turms enthalten oben die Turmuhr und darunter den Glockenstuhl mit drei Glocken.
Der Innenraum des Langhauses ist mit einer Flachdecke überspannt, der des Chors mit einem Netzgewölbe. Der Hochaltar wurde um 1520/30 erbaut. Sein Altarretabel ist in Formen der italienischen Renaissance gestaltet.

## Orgel

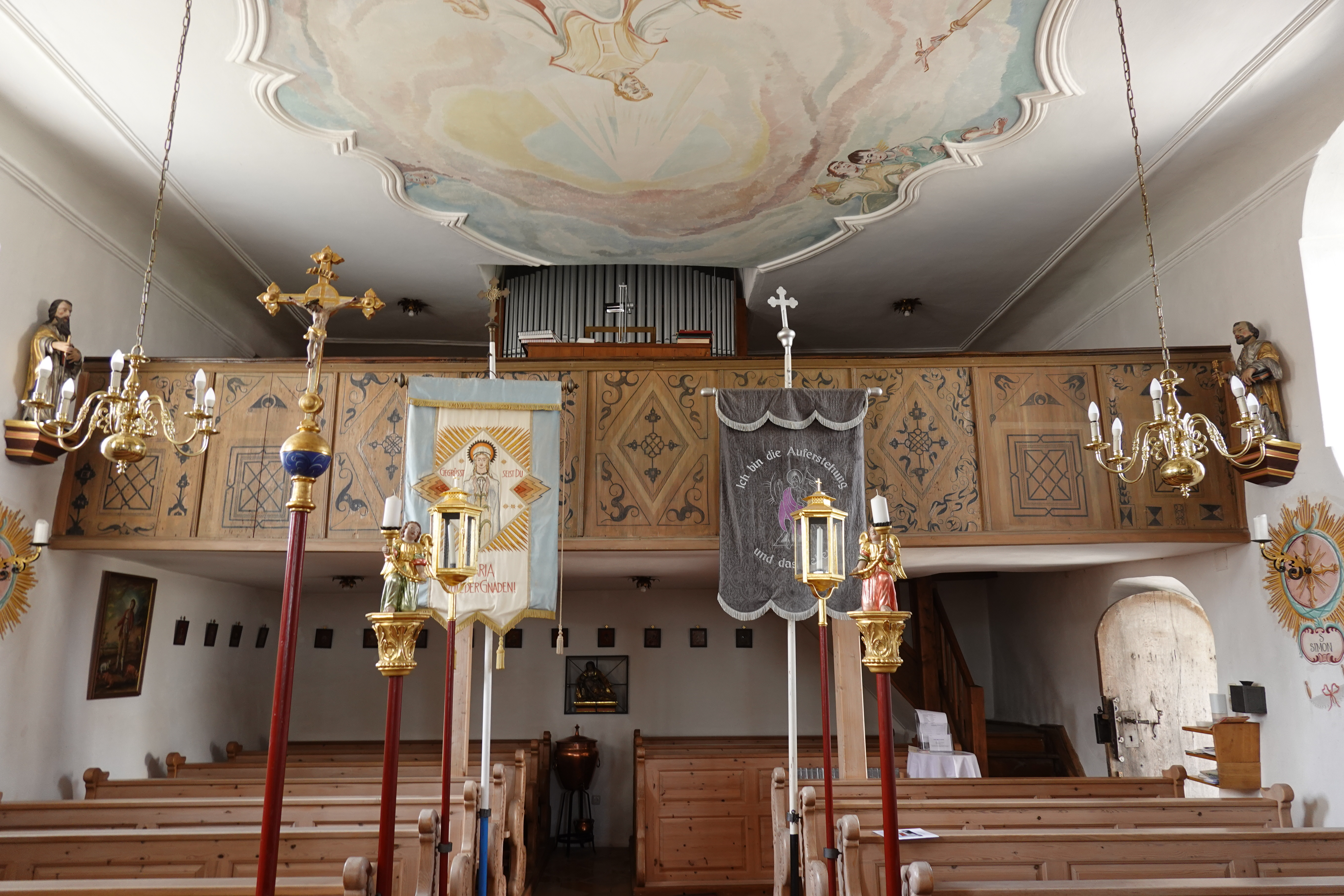
Die Zwirner-Orgel

Die Orgel mit sechs Registern auf einem Manual und Pedal wurde von Julius Zwirner um 1960 neu gebaut. Sie verfügt über Kegelladen, pneumatische Spiel- und Registertraktur und einen freistehenden Spieltisch. Der Prospekt ist als Freipfeifenprospekt ausgeführt.
Die Disposition lautet:
| Manual C–g3 |       |
| Gedeckt     | 8′    |
| Salicional  | 8′    |
| Principal   | 4′    |
| Flöte       | 4′    |
| Mixtur      | 2 ⁄3′ |

| Pedal C–f1 |     |
| Subbaß     | 16′ |

- Koppeln: M/P, Superoktavkoppel
- Spielhilfe: Tutti